# Liste der Monuments historiques in Milly-sur-Bradon
Die Liste der Monuments historiques in Milly-sur-Bradon führt die Monuments historiques in der französischen Gemeinde Milly-sur-Bradon auf.

## Liste der Objekte
| Bezeichnung                   | Beschreibung | Standort                                | Kennzeichnung | Schutzstatus | Datum | Bild |
| ----------------------------- | --- | --------------------------------------- | ------------- | ------------ | ----- | ---- |
| Pietà                         | Stein, 15. Jahrhundert | in der Kirche St-Pierre-ès-Liens (Lage) | PM55000405    | Classé       | 1981  |      |
| Orgel                         | Haupteintrag für PM55002677                                                                                                   | in der Kirche St-Pierre-ès-Liens (Lage) | PM55002676    | Inscrit      | 1992  |      |
| Orgelprospekt                 | aus dem 19. Jahrhundert | in der Kirche St-Pierre-ès-Liens (Lage) | PM55002677    | Inscrit      | 1992  |      |
| Christi-Geburts-Altar         | Altartisch und Retabel; Holz, farbig gefasst, 17. Jahrhundert                                                                 | in der Kirche St-Pierre-ès-Liens (Lage) | PM55002081    | Inscrit      | 2001  |      |
| Weihwasserbecken              | Gusseisen, 17. Jahrhundert; 2001 gestohlen                                                                                    | in der Kirche St-Pierre-ès-Liens (Lage) | PM55000401    | Classé       | 1913  |      |
| Hauptaltar                    | Altartisch, Tabernakel und Baldachin; Marmor, Holz, farbig gefasst und vergoldet, 1740                                        | in der Kirche St-Pierre-ès-Liens (Lage) | PM55000406    | Classé       | 1980  |      |
| Drei Altarbilder              | Sujets: Anbetung der Könige, Kreuzigungsgruppe und Gottvater; Ölfarbe auf Holz, 16. Jahrhundert                               | in der Kirche St-Pierre-ès-Liens (Lage) | PM55000400    | Classé       | 1913  |      |
| Triumphbogen                  | Schmiedeeisen, 18. Jahrhundert                                                                                                | in der Kirche St-Pierre-ès-Liens (Lage) | PM55000402    | Classé       | 1913  |      |
| Zwei Kredenzen                | Holz, Marmor, 18. Jahrhundert; 2001 gestohlen                                                                                 | in der Kirche St-Pierre-ès-Liens (Lage) | PM55000404    | Classé       | 1981  |      |
| Kreuzreliquiar                | Messing, versilbert, Silber, Holz, Anfang des 19. Jahrhunderts; im Centre départemental d’art sacré in Saint-Mihiel deponiert | in der Kirche St-Pierre-ès-Liens (Lage) | PM55002082    | Inscrit      | 1998  |      |
| Zwei Seitenaltäre             | jeweils Altartisch und Retabel; Marmor, Holz, 18. Jahrhundert                                                                 | in der Kirche St-Pierre-ès-Liens (Lage) | PM55002080    | Inscrit      | 1981  |      |
| Wandvertäfelung des Chorraums | Holz, 18. Jahrhundert | in der Kirche St-Pierre-ès-Liens (Lage) | PM55000403    | Classé       | 1913  |      |